# Achias polyonychus
Achias polyonychus är en tvåvingeart som beskrevs av Mcalpine 1994. Achias polyonychus ingår i släktet Achias och familjen bredmunsflugor. Inga underarter finns listade i Catalogue of Life.